# 알토
알토(alto)는 "높은"을 뜻하는 라틴어 낱말 altus에서 비롯한 음악 용어로, 상황에 따라 해석이 다르다.
악기를 가리킬 때 알토는 높은 쪽에서부터 세 번째와 네 번째의 음역을 담당하는 악기를 가리킨다. 다시 말해 트레블과 소프라노 사이의 음역인 두 번째로 높은 음역을 담당하는 악기를 말한다. 이를테면 알토 색소폰(alto saxophone)이라는 용어를 들 수 있다. 트롬본과 같이 소프라노가 없는 악기의 경우 가장 높은 음역을 가진 악기를 가리킨다. (다만 현대의 표준 교향악단에서는 제외된다.)
합창에서 알토는 4부 합창에서 두 번째로 높은 소리 부분을 가리킨다. 합창에서의 알토 음역은 대략 G3에서 F5에 위치한다. 다시 말해, 여자의 최저음이고, 초등학생이거나 변성기 이전인 남자들은 알토가 가장 낮은 음이다.
알토는 특정한 종류의 음자리표를 기술하는 데 쓰이기도 한다.

## 같이 보기
- 콘트랄토
- 카운터테너
- 소프라노